# Замок Макдафф
Замок Макдафф (англ. MacDuff’s Castle) — разрушенный замок недалеко от Ист-Уимса, в Файфе, Шотландия. Замок и прилегающие территории ассоциированы с Макдаффами, графами Файф, самым могущественным кланом в Файфе в Средние века.
Нынешние руины — это остатки дома клана Уимс, жившей здесь с XIV века, и их преемников в XVI веке.

## История
Считается, что первый замок на этом месте мог быть построен мормэрами (графами) Макдафф из Файфа ещё в XI веке, во времена шотландского короля Макбета. Уимсы, потомки Макдаффов, владели землями с XIV века и построили новый замок (его элементы до сих пор сохранились). Король Англии Эдуард I останавливался здесь в 1304 году, когда замком владел сэр Майкл Уимс. Однако когда Уимсы поддержали Роберта Брюса, замок был разрушен по приказу короля Эдуарда.
После того, как Уимсы перебрались в соседний замок Уимс, замок Макдафф перешёл к Ливингстонам, а затем в 1530 году его заняли Колвиллы, которые построили вторую рыцарскую башню на юго-западе и окружили внутренний двор стенами с торхаусом. В 1637 году замок был выкуплен у лорда Колвилла из Калросса сэром Джоном Уимсом из Уэст-Уимса, а в 1651 году земли восточного и Западного Уимса были объединены в единое баронство.

## Описание
Руины ранее представляли собой остатки четырёхэтажной рыцарской башни XIV века и пятиэтажной башни XVI века. Они были соединены стеной XVI века; в стенах XVII века имеются амбразуры. Замок внесён в список охраняемых памятников архитектуры.
На берегу к югу от замка раньше стояла голубятня XVI века, но она была разрушена морской эрозией в 1970-х годах.